# 薩氏麝香龜
薩氏麝香龜（學名：Staurotypus salvinii）是大麝香龜屬下的一種龜。原生於中美洲，分佈於伯利茲、薩爾瓦多、危地馬拉和墨西哥的恰帕斯州、瓦哈卡州。

## 語源學
其種加詞salvinii,是爲了紀念英國自然學家奧斯伯特·薩爾文。

## 描述
薩氏麝香龜是一種食肉動物，也是該屬最大的一種，背殼長度可達36（14英寸），雄性體比雌性小。背殼顏色為褐色、黑色或綠色，邊緣為黃色。
偏肉食傾向的雜食性、以魚類、兩生類、昆蟲類、甲殻類、貝類、果實和種子為食。

## 外部連結
- Tortoise & Freshwater Turtle Specialist Group 1996.  Staurotypus salvinii （页面存档备份，存于）.   2006 IUCN Red List of Threatened Species.（页面存档备份，存于）  Downloaded on 29 July 2007.

- Gray, J.E. 1864. Description of a New Species of Staurotypus (S. salvinii) from Guatemala. Proceedings of the Zoological Society of London 1864: 127–128.